# Віола Дена
Вірджинія Флаграт (Virginia Flugrath), відома як Віола Дана (англ. Viola Dana, 26 червня 1897 — 3 липня 1987) — американська кіноакторка епохи німого кіно. Знялася в понад 100 картинах. Удостоєна зірки на Голлівудській алеї слави.

## Життєпис
Народилася 26 червня 1897 року в Брукліні. Дві її сестри теж стали акторками. Старша, Една Флаграт, знімалася в Англії, де була відома під справжнім ім'ям, а молодша, Леоні, взяла псевдонім Ширлі Мейсон.
З ранніх років грала в театрі. Найбільш помітною була її поява в постановці «Бідна маленька багата дівчинка», яка в 1917 році була екранізована з Мері Пікфорд в ролі Гвендолін. Далі Віола отримала запрошення від кінокомпанії Edison Studios і дебютувала в кіно у 13 років, з'явившись в епізодичній ролі в короткометражці «Різдвяна пісня» (1910) за однойменним твором Чарлза Діккенса.
Першу головну роль виконала в 1914 році — в драмі «Моллі-барабанниця». Далі познайомилася з Джоном Коллінзом, одним з провідних режисерів Edison Studios, в 1915 одружилася з ним. За три роки шлюбу знялася в 26 фільмах чоловіка, в 1918 він помер від пневмонії. Найбільш помітними роботами Віоли Дани в цьому тандемі були фільми «Діти Єви» (1915), «Плач козачки» (1916) і «Потерті джинси» (1917).
Зав'язала роман з актором Омаром Локліром, але в 1920 році під час зйомок його літак розбився, і Омар загинув. Протягом 1920-х Віола Дана була популярна і активно знімалася на кіностудії Metro Pictures — в цілому її фільмографія налічує понад 100 фільмів. Зірка Віоли закотилася з появою звукового кіно. Керівники кіностудії заявили, що голос акторки не сполучається з її зовнішністю, і вона, як і багато інших акторок німого кіно, отримала відставку.
У червні 1925 одружилася з актором вестернів Морісом Флінном, через чотири роки розлучилася. В середині 1970-х були виявлені її старі фільми, зрежисовані Коллінзом, і акторка деякий час знову з'являлася на публіці і давала інтерв'ю. 
Віола Дана померла від серцевого нападу 3 липня 1987 року в віці 90 років.

## Вибрана фільмографія
- 1910 — Різдвяна пісня / A Christmas Carol
- 1919 — Неправдиві свідчення / False Evidence — Меделін МакТевіш
- 1919 — Паризька тигриця / The Parisian Tigress — Дженні
- 1919 — Сатана-молодший / Satan Junior — Діана Ардвей
- 1920 — Вербове дерево / The Willow Tree — О-Ріу
- 1920 — Близнюк Попелюшки / Cinderella's Twin — Конні Макгілл
- 1924 — Як бажає чоловік / As Man Desires — Пандора Ла Кроїкс
- 1926 — Кошерна Кітті Келлі / Kosher Kitty Kelly — Кітті Келлі
- 1929 — Дві сестри / Two Sisters — Джейн